# Antonello da Messina

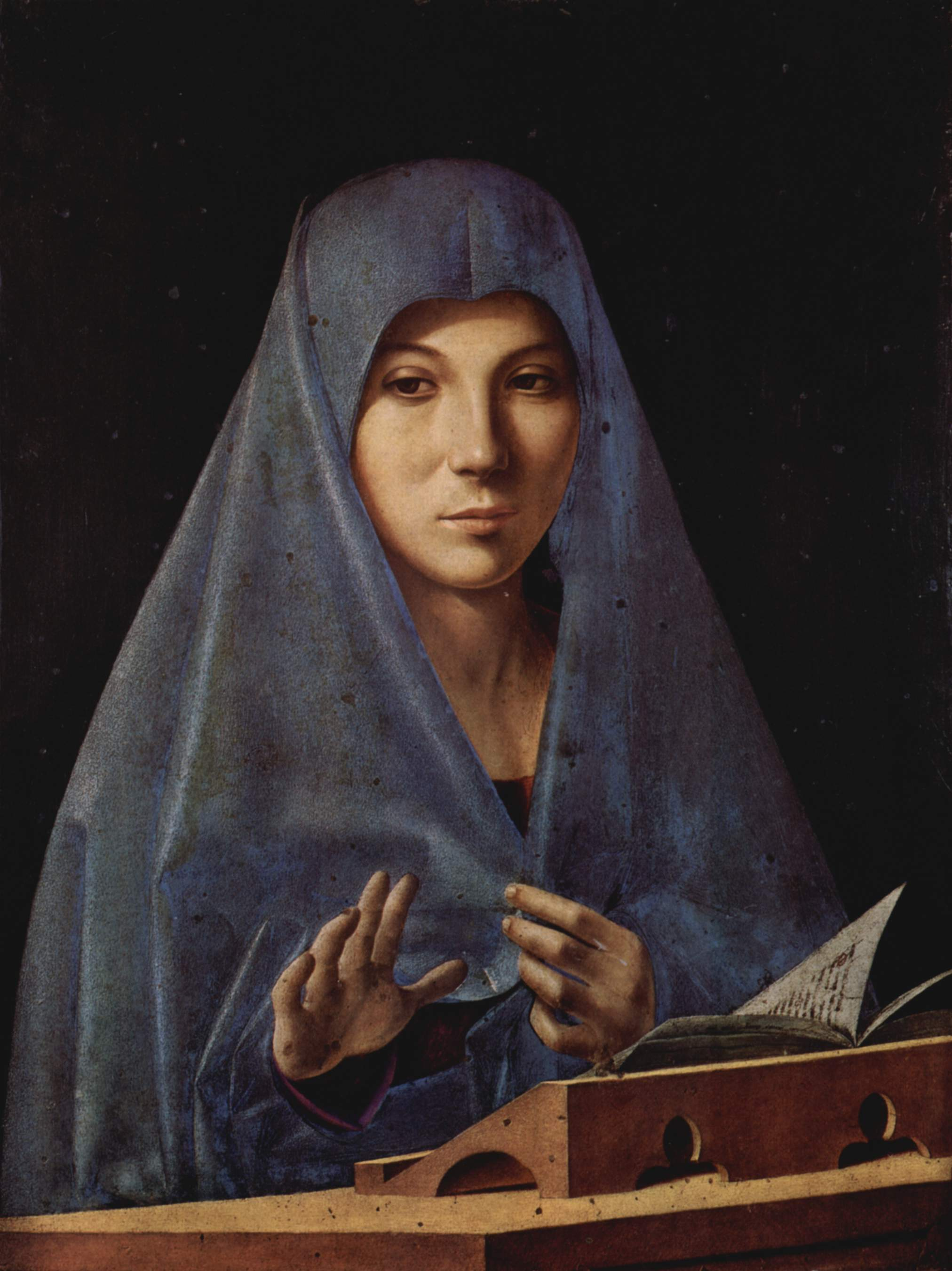
Antonello da Messina - "Marie bebådelse" (1475). Museo Nazionale, Palermo.

Antonello da Messina, född cirka 1430 i Messina, Italien, död 1479 i Messina, var en italiensk målare under ungrenässansen, verksam på Sicilien.

## Biografi
Äldre uppgifter om att Antonello själv gjort en resa till Flandern och därifrån fört kännedom om oljefärgen till Italien är tvivelaktiga.  Bekantskapen med det flandriska måleriet torde han ha gjort redan i sin ungdom i Neapel där han såg arbeten av nederländska konstnärer och kan ha studerat för Colantonio, vars stil utgick från Jan van Eyck. Han lärde sig van Eycks sätt att använda oljefärg och uppnådde en känslig syntes mellan den nordliga och den italienska stilen. När Antonello arbetade i Venedig (1475) överförde han denna kunskap till Giovanni Bellini, förändrade dennes sätt att måla och utövade genom Bellini ett stort inflytande på den venetianska skolans utveckling.
I målningen Marie bebådelse, kanske Siciliens mest berömda, lägger Antonello med ett reducerat färgspektrum och återhållsamma gester in ett maximum av medkänsla. Den geometriska strängheten tyder på att han ingående studerat Piero della Francescas formspråk.
Det synes troligt att Antonello med sin gärna emaljaktigt djupa färg och kraftiga plastik har befordrat oljemåleriet i Venedig. Särskilt karakteristiska för honom är de små knappa mansporträtten i bröstbild med face åt vänster och blicken riktad på betraktaren, ofta virtuost modellerade och inte utan psykologiskt liv. Nämnas här kan ett självporträtt, Kondottiären i Louvren och Ung venetianare i Berlin. Antonellis lugna, allvarliga porträttstil har influerat Alvise Vivarini.